# Ковалюк Захар Дмитрович
Ковалюк Захар Дмитрович (нар. 6 березня 1940, с. Мамаївці) — український науковець в галузі фізики, матеріалознавства та нанотехнологій, доктор фізико-математичних наук (1984), професор (1987), лауреат Державної премії України в галузі науки і техніки (2001).
Керівник Чернівецького відділення Інституту проблем матеріалознавства ім. І. М. Францевича НАН України.

## Біографія
- 1956 р. — закінчив середню школу № 9 в Чернівцях.
- 1961 р. — закінчив Чернівецький університет (кафедра фізики напівпровідників).
- 1961—1964 рр. — працював інженер-технологом на Запорізькому заводі напівпровідникових приладів п/c № 77 (Запоріжжя, УРСР).
- 1964—1969 рр. — викладач на кафедрі фізики Чернівецького медичного інституту.
- З 1969 р. — науковий співробітник Чернівецького відділення Інституту проблем матеріалознавства ім. І. М. Францевича.
- 1971 р. — захистив кандидатську дисертацію «Дослідження стану домішок в напівпровідниках низької симетрії», Чернівецький університет.
- 1984 р. — захистив докторську дисертацію «Електронно-іонні процеси в шаруватих кристалах», Інститут проблем матеріалознавства ім. І. М. Францевича, Київ, УРСР.
- 1987 — присвоєно вчене звання професора фізики твердого тіла, ВАК СРСР, Москва.
- з 1990 — керівник Чернівецького відділення Інституту проблем матеріалознавства ім. І. М. Францевича НАН України[2].
- водночас з 1999—2014 рр. — професор кафедри електроніки та енергетики Чернівецього національного університету імені Юрія Федьковича[3].
- 2000—2001 рр. — за сумісництвом завідувач кафедри комп'ютерних систем та мереж Чернівецького національного університету імені Юрія Федьковича.
- 2001 р. — лауреат Державної премії України в галузі науки і техніки.

## Наукова діяльність
З науковою діяльність Ковалюка Захара Дмитровича пов'язаний розвиток такого актуального напрямку матеріалознавства як технологія матеріалів з шаруватою структурою. Він вперше в Україні започаткував фундаментальні і прикладні дослідження наноструктурних матеріалів на основі шаруватих кристалів, розробив оригінальні методи синтезу наноутворень та нанопорошків на основі цих об'єктів.
До наукових інтересів ученого належать: технологія вирощування шаруватих кристалів, їх інтеркаляція і деінтеркаляція, створення катодних матеріалів для літієвих джерел струму, радіаційно стійкі шаруваті матеріали й гетеропереходи на їх основі, вуглецеві матеріали рослинного походження для електродів суперконденсаторів, наноструктури на базі шаруватих матеріалів, матеріали для спінтроніки тощо.
Під його керівництвом вперше отримані нанопорошкові матеріали для катодів літієвих джерел живлення, які за своїми параметрами відповідають світовому рівню. Синтезовані біовуглецеві матеріали рослинного походження з великою розвиненою внутрішньою поверхнею, які є дешевим і високоякісним матеріалом для суперконденсаторів надвеликої ємності. Суттєве місце в дослідженнях Ковалюка З. Д. займають роботи присвячені інтеркалюванню шаруватих кристалів воднем, які можуть служити акумуляторами водню. Створені та вивчені гомо- та гетеропереходи на основі шаруватих кристалів, які є елементною базою для фотоелектричних пристроїв, досліджено їх поведінку під дією високоенергетичних випромінювань і доведена можливість експлуатації в умовах високої радіації. Вперше отримані нанопорошкові матеріали катодних матеріалів Ві2Se3, TiS2, CuBiSe2, Cu4Bi5S10 для літієвих джерел живлення, які по своїх енергетичних параметрах знаходяться на рівні світових досягнень.
Наукові дослідження Ковалюка Захар Дмитровича принесли йому міжнародне визнання, вони опубліковані в багатьох міжнародних рейтингових наукових журналах, в тому числі Nature Nanotechnology, Advanced Materials, Scientific Reports, Advanced Optical Materials, 2D Materials, Physical Review B, Applied Physics Letters, Nanotechnology та ін.
На даний час, одним з пріоритетних напрямків наукової діяльності вченого є дослідження високоактуальних двовимірних (2D) графено-подібних кристалів.
Автор понад 800 наукових публікацій, із них 88 патентів і винаходів, в тому числі патенти СРСР, України, США, Росії, Польщі, International Patents, European Patents.
Окрім цього, він веде активну педагогічну діяльність: підготував 27 кандидатів фізико-математичних та технічних наук, один з яких захистив докторську дисертацію.